# Château de Gézier
Le château de Gézier est un château situé à Gézier-et-Fontenelay, en France.

## Localisation
Le château est situé sur la commune de Gézier-et-Fontenelay, dans le département français de la Haute-Saône.

## Historique
L'édifice est inscrit au titre des monuments historiques en 1983.